# Cidade São Francisco
Cidade São Francisco  (Também conhecido como Vila São Francisco) é um bairro nobre, de classe média alta, localizado no distrito do Rio Pequeno e pertencente à subprefeitura do Butantã.
Apresenta vários condomínios horizontais e verticais, ruas arborizadas e tem um grande clube nas Colinas de São Francisco. Na avenida Cândido Mota filho é possível encontrar uma grande estrutura comercial e além do Center Shop no Colinas São Francisco. Existe também um campo de golfe próximo com o nome do bairro no município de Osasco. Os principais acessos ao bairro por São Paulo são: Avenida Escola Politecnica, Avenida Corifeu de Azevedo Marques, Avenida Rio Pequeno e Avenida Jaguaré. Já por Osasco, pela Avenida Doutor Martin Luther King.
O bairro é um exemplo de que é possível aliar completa infra-estrutura de comércio e serviços à qualidade de vida. A região abriga lojas, cafés, restaurantes, supermercados e academias de ginástica, que garantem a comodidade de seus moradores, especialmente em torno da Avenida Candido de Motta Fillho, principal acesso para o bairro.

## Galeria de Imagens

Uma rua interna do bairro.Uma rua interna do bairro.